# Закон України «Про державну геологічну службу України»
Закон України «Про державну геологічну службу України» (рос. ”О Государственной геологической службе Украины”, англ. ”On the State Prospecting Service of Ukraine”, нім. “Über den Staatlichen geologischen Dienst der Ukraine”) — Закон України, що визначає правові, організаційні та фінансові засади діяльності державної геологічної служби України. Прийнятий 4 листопада 1999 р.
Містить розділи: І. Загальні положення. ІІ. Склад і організація державної геологічної служби України. ІІІ. Фінансування гео-логічної діяльності. IV. Особливості діяльності державної геологічної служби України. V. Прикінцеві положення. Див. Державна геологічна служба України.